# Biproctis anatomensis
Biproctis anatomensis är en insektsart som beskrevs av Jin, Xingbao 1992. Biproctis anatomensis ingår i släktet Biproctis och familjen vårtbitare. Inga underarter finns listade i Catalogue of Life.